# Marquion
Marquion ist eine französische Gemeinde in der Region Hauts-de-France, im Département Pas-de-Calais, im Arrondissement Arras und im Kanton Bapaume. Bis zur Neuordnung der französischen Kantone im Jahr 2015 war sie der Hauptort (Chef-lieu) des Kantons Marquion. Sie grenzt im Norden an Sauchy-Cauchy, im Nordosten an Sauchy-Lestrée, im Osten an Haynecourt, im Südosten an Bourlon, im Süden an Sains-lès-Marquion und im Westen an Baralle. Die Bewohner nennen sich Marquionnais.
In Marquion war die Geschäftsstelle der Communauté de communes de Marquion.

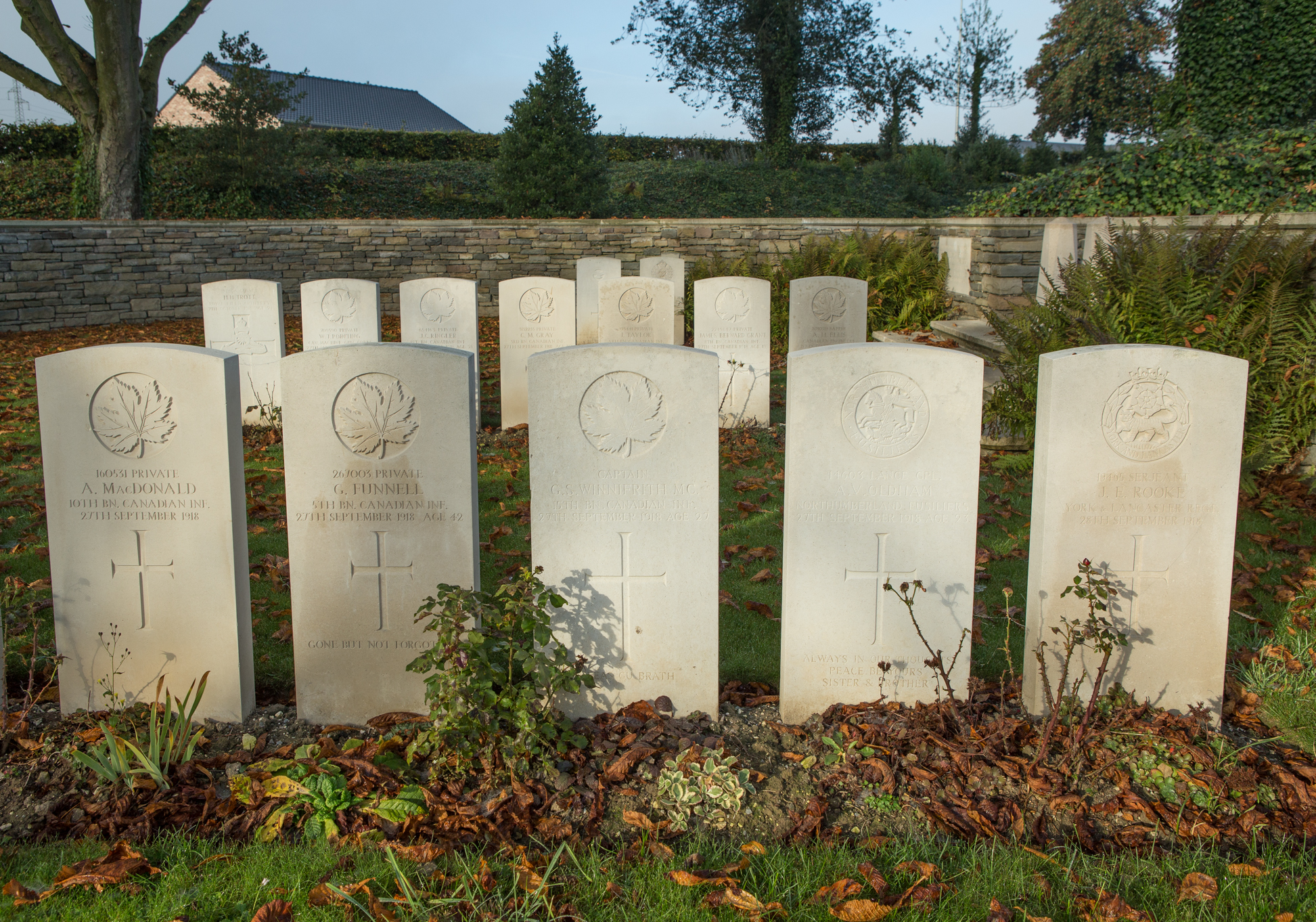
Militärfriedhof

## Bevölkerungsentwicklung
| Jahr      | 1962 | 1968 | 1975 | 1982 | 1990 | 1999  | 2008 | 2013 |
| --------- | ---- | ---- | ---- | ---- | ---- | ----- | ---- | ---- |
| Einwohner | 845  | 859  | 874  | 887  | 947  | 1.008 | 946  | 967  |

## Persönlichkeiten
- Andreas Borgniet (1811–1862), China-Missionar

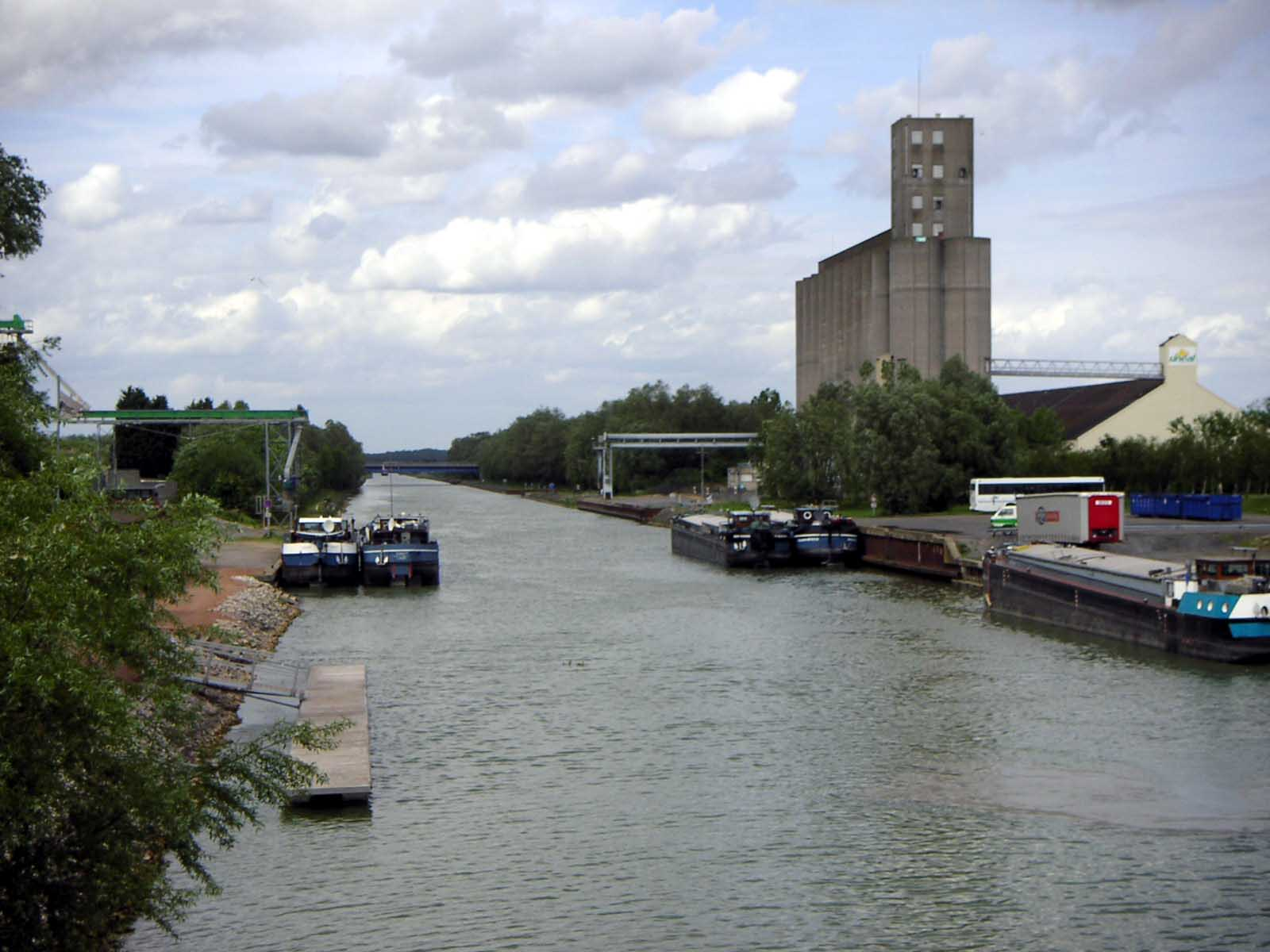
Canal Seine-Nord Europe bei Marquion